# Pere Boldú i Rivera
Pere Boldú i Rivera fou un militant anarquista i antifeixista català.
Membre del Comitè local antifeixista, alcalde segon de l'Ajuntament d'Arbeca i integrant de la col·lectivitat impulsada per la CNT-FAI, fou condemnat a sis mesos de presó per haver participat en els Fets d'Octubre de 1934.
Després de combatre en la Guerra Civil i batre's en retirada, ingressà al camp de concentració d'Argelers, d'on en sortí per a treballar per al notari Montés. Detingut per les tropes d'ocupació nazis, fou obligat a treballs forçats en la preparació d'infraestructures militars a les regions de l'Atlàntic, fins que fugí a París i adoptà una identitat falsa. Col·laborà amb la Resistència fins que el tornaren a empresonar i fou tancat a Mauthausen. Escapà de nou durant el trasllat al camp de treball de Gusen, caminà centenars de quilòmetres fins a arribar a Suïssa i, des d'allà, tornà a l'Estat francès i es reincorporà a la lluita contra l'exèrcit nazi. Un cop acabada la guerra s'establí a Cànoes, Rosselló, per a treballar al Mas Sabola, prop de Toluges. Ja a finals de 1970 retornà a Arbeca, on fou enterrat anys després.